# 4146-os mellékút (Magyarország)
A 4146-os számú mellékút egy bő 8 kilométer hosszú, négy számjegyű országos közút Szabolcs-Szatmár-Bereg vármegye keleti részén; Csegöld és Rozsály között húzódik, a korábbi összekötő út (a 4128-as és a 4141-es utak) által érintett települések mindegyikét többé-kevésbé elkerülő útként.

## Nyomvonala
Csegöld külterületén, a község központjától délkeleti irányban között ágazik ki a 4127-es útból, annak 43+580 kilométerszelvénye táján, északkelet felé. Szinte nyílegyenesen halad a községhatárig, amit majdnem pontosan 1,7 kilométer után ér el; ott kicsit keletebbi irányt vesz és úgy folytatódik Császló területén. Körülbelül 3,1 kilométer után ágazik ki belőle északnyugati irányban a 41 136-os számú mellékút, ez vezet a település központjába.
Kevéssel 4,2 kilométer teljesítése után az út átlép Gacsály területére, ott fokozatosan keleti, sőt délkeleti irányt vesz. Közben a 6. kilométere előtt kiágazik belőle észak felé a 4143-as út a település központja irányába, ahonnan továbbhúzódik csaknem 34 kilométeren keresztül, egészen Tiszabecs központjáig. Bő 6,5 kilométer után újabb település, Rozsály területére érkezik, 7,3 kilométer elérése előtt pedig keresztezi a Nyíregyháza–Mátészalka–Zajta-vasútvonalat, Rozsály megállóhely térségének déli szélénél. Utolsó bő fél kilométeres szakaszán Rozsály és Zajta határvonalát kísérve húzódik; az előbbi község belterületének déli peremén ér véget, beletorkollva a 41 135-ös útba, annak a 750-es méterszelvénye közelében.
Teljes hossza, az országos közutak térképes nyilvántartását szolgáló kira.gov.hu adatbázisa szerint 8,222 kilométer.

## Települések az út mentén
- Csegöld
- Császló
- Gacsály
- Rozsály
- (Zajta)

## Története
A Kartográfia Vállalat 1970-ben kiadott, 1:525 000-ös léptékű Magyarország autótérképén még egyáltalán nem szerepel. Ugyanezen kiadó 1990-ben megjelentetett Magyarország autóatlasza már szerepelteti, a teljes hosszában kiépített, pormentes útként jelölve.